# 正信会
正信会（しょうしんかい）は、日蓮大聖人を末法の御本仏と仰ぎ、三大秘法の御本尊を信受し、法華経（妙法蓮華経）を根本経典とする大乗仏教の一派。
「南無妙法蓮華経」の題目を唱える。
鎌倉時代の僧である日蓮大聖人によって創始されて、第二祖日興上人（日蓮の六人の弟子の一人）の正統な教えを継承している流派であると主張しており、【富士日興門流】とも称している。
1977年（昭和52年）に、日蓮正宗（宗門）の信徒団体であった創価学会の言動を批判し続けた為、1980年に日蓮正宗（総本山・大石寺）から擯斥処分を受けて分離独立した宗教団体である。
2023年（令和5年）現在は、「宗教法人 正信会」「任意団体 日蓮正宗 正信会」「興風談所（御書システム）」の、3つの団体に分かれている。

## 宗教法人「正信会」
- 宗教法人「正信会」(公式サイト）

- 宗祖・日蓮大聖人・第二祖日興上人への回帰を標榜している。

- 機関紙『妙風新聞』を発行している。

## 任意団体「日蓮正宗 正信会」
- 任意団体の日蓮正宗 正信会（従来から存在する正信会）

- 正信覚醒運動は本門戒壇の大御本尊を信仰の根本とし「英邁な法主」が出現して、正信覚醒運動が認められれば、日蓮正宗（総本山・大石寺）に帰るという立場を採っている。

- 機関紙『継命新聞』を継命新聞社から発行している。

## 興風談所
・日蓮大聖人「御書システム」
御書システムとは、日本語データベース桐のアドオンソフトで、パソコンで活用することを目的に日蓮聖人の御書(遺文)を多方面よりデータベース化し、その利便性を最大限に考慮してシステム化したIT時代のデジタル版御書。（最下部、外部リンク）【興風談所（Kofudansho）】
・コラム（研究論文など）

## 歴史
創価学会（以下「学会」と表記）の池田大作会長（当時）によって本尊が偽作されたとされる問題で「正信覚醒運動」がおこり、これが正信会の起源となっている。学会が昭和52年路線を打ち出した際、日蓮正宗第66世法主細井日達は学会を批判し、いわゆる「活動家僧侶」もそれに続いた。そして活動家僧侶たちは、学会から離脱した檀徒を法華講として組織していった。翌1978年に事態が収束して以降も、活動家僧侶は学会批判を継続していた。
1979年7月22日に日達が死去し、総監であった阿部日顕が法主として登座すると、学会との対立を避けたい宗門首脳と対決姿勢を強める急進派が対立。1980年7月4日に正信会が結成され、宗務院の中止勧告を無視して8月24日に第5回檀徒大会を開催する。宗門は201名（罷免5名、2階級降格13名、2年停権155名、1年停権23名、譴責5名）を処分。このとき正信会は宗会（正信会側は議長：久保川法章、議員：佐藤正英、渡辺広済、秋山徳道、簗瀬明道、古谷得純、佐野知道、佐々木秀明、荻原昭謙、丸岡文乗）と監正会（正信会側は会長：岩瀬正山、常任監正員：藤川法融、大泉智照、鈴木譲信）の過半数を確保しており、監正会は宗務院に不服の場合の最終判定を下すことから処分してはならないとの裁定を予め出していたが、宗務院は檀徒大会に出席しなかった岩瀬らを処分者に含め、監正会員自身が関係する案件には関われないとして処分を強行した。
その後、正信会は日達から日顕へ血脈相承した形跡がないと主張、管主の資格を有さないとして地位不存在確認の裁判を起こし、一方の宗務院は正信会僧侶の大量処分へ踏み切った。裁判の判決では、信仰次元の問題は当事者間で解決すべきとして棄却されている。また日蓮正宗からの寺院明け渡し訴訟では正信会僧侶の存命中のみ居住権が認められ、正信会はこれらの寺院を中心に活動を継続している。よって居住している僧侶が死亡すると日蓮正宗に寺院を返還しなくてはならず、正信会では新たな寺院を建設するなどして対処している。
2014年には任意団体たる従来組織とは別に、宗祖日蓮・開山日興への回帰・恢復を標榜する「宗教法人正信会」が結成され正信会は分裂した。宗教法人正信会では機関紙『妙風新聞』を発行している。従来組織は宗教法人正信会について、日蓮正宗の総本山・大石寺にある本門戒壇の大御本尊を否定したり、疑義を呈したりしていると主張。一方、自らは正信覚醒運動は日蓮正宗の総本山・大石寺にある本門戒壇の大御本尊を信仰の根本とし、「英邁な法主」が出現して、正信覚醒運動が認められれば、総本山の大石寺に帰るという立場を取っている。なお双方に与しない「中間派」も存在している。
2020年（令和2年）に、国立戒壇建立こそ日蓮大聖人の御遺命であるとして、冨士大石寺顕正会との共闘を表明した興正院の住職・足立淳正が新団体「冨士大石寺正信会」を立ち上げた。
2022年（令和4年）春頃に新団体「冨士大石寺正信会」は解散した。興正院の住職・足立淳正は「宗教法人 正信会」に帰伏した。　

## 出版活動
正信会有志が集う興風談所の出版する書籍は、他の日蓮教団からも注目され研究の対象にもなっている。そして日蓮遺文をデータベース管理システム「桐」用にプラグイン化した「御書システム」を、各方面の研究者向けに無償ダウンロード配付しており、CD-R版の有償配付も行なっている。日蓮興門派以外の日蓮系寺院にも注目されており、その理由の一つとして各日蓮宗各派に赴き訂正・改訂を積極的に進めている事があげられる。
- 妙経寺
- 天晴寺
- 広宣寺
- 源立寺
- 興福寺
- 妙宣寺
- 聖霑寺
- 法奨院
- 法潤寺

## 日蓮正宗に返還した主な寺院
- 白蓮院 - 僧侶の帰伏に伴い2002年に返還。
- 蓮華寺 (大阪市淀川区) - 元正信会会長久保川法章の意向により2006年に返還。
- 住本寺 - 僧侶の死亡により2010年に返還。
- 妙真寺 - 僧侶の死亡により2010年に返還。
- 覚命寺 (北九州市) - 僧侶の死亡により2018年に返還

## 新たに建立した寺院
- 三寶院 - 1981年、「福山布教所」として広島県福山市に設立。
- 正興院 - 1984年、北海道釧路市に建立。

1. 1 2  正信会の情報 国税庁法人番号公表サイト
2. ↑  第39回正信会法華講全国大会 - 2016年（平成28年）5月22日

- かつて日蓮正宗に属していた寺院一覧
- 日蓮正宗寺院一覧